# Виктор IV II
Виктор IV (II), Оттавиано ди Монтичелли (итал. Ottaviano Crescenzi Ottaviani di Monticelli; 1095 год, Тиволи — 20 апреля 1164, Лукка) — антипапа в 1159—1164 годах, противостоял Александру III.

## Биография
Происходил из знатной семьи графов Тускуланских. В 1138 году возведён Иннокентием II в сан кардинала-диакона Сан-Никола-ин-Карчере, а в 1151-м — Евгением III в сан кардинала-священника Санта-Чечилия. В 1143-1145 годах по поручению Целестина II и Луция II вёл переговоры с Рожером II Сицилийским, в 1151 году назначен легатом в Германию.
На конклаве 7 сентября 1159 года после кончины Адриана IV большинство из присутствовавших в соборе св. Петра кардиналов (25 из 29) высказались за кандидатуру Роландо Бандинелли, провозглашённого папой Александром III. В момент, когда новоизбранный папа должен был облечься в папскую мантию, Оттавиано ди Монтичелли, неожиданно для всех, попытался надеть её на себя. В последовавшей потасовке Александр III и его сторонники покинули собор, а Оттавиано ди Монтичелли облёкся в другую, заранее приготовленную им, мантию и был провозглашён оставшимися 3 кардиналами и находившимися в соборе клириками папой Виктором IV.
Оба избранных папы (Александр III и Виктор IV) апеллировали к императору. Фридрих I Барбаросса, конфликтовавший с предыдущим понтификом, нуждался в «карманном папе» и поддержал схизму. Созванный императором в феврале 1160 года собор в Павии поддержал Виктора IV и анафематствовал Александра III. В ответ Александр III отлучил от Церкви Фридриха Барбароссу.
Сторону Александра III приняли епископы Англии, Франции, Испании, Венгрии, скандинавских стран. Виктору IV не удалось добиться поддержки даже в Германии, где епископ Эбергард Зальцбургский объявил о лояльности Александру III. В 1162 году на сторону Александра III склонился Людовик VII, и Александр III переселился во Францию. Виктор IV был поддержан только Фридрихом Барбароссой, но, благодаря императору, схизма продолжалась. 20 апреля 1164 года Виктор IV умер в Лукке, и его сторонники выбрали новым антипапой Пасхалия III.

## Комментарий
Оттавиано ди Монтичелли, собственно — Виктор V, но, возможно, средневековые хронисты не учитывали первого Виктора IV (кардинала Григория Конти), антипапу в 1138, поскольку тот через два месяца покорился законному папе Иннокентию II.